# مارشال غولدمان
مارشال غولدمان (بالإنجليزية: Marshall Goldman)‏ هو اقتصادي أمريكي، ولد في 26 يوليو 1930 في إلجين في الولايات المتحدة، وتوفي في 2 أغسطس 2017 في كامبريدج في الولايات المتحدة.